# Улица Сенчу (Рига)
Улица Се́нчу (латыш. Senču iela) — улица в Риге, в Видземском предместье, в микрорайоне Браса. Проходит от улицы Бривибас (где является продолжением улицы Пернавас) до перекрёстка с улицей Миера, где переходит в улицу Зирню.
Длина улицы — 672 метра. На всём протяжении имеет асфальтовое покрытие, 4 полосы движения. По улице на всём её протяжении проходит маршрут автобуса № 49.

## История
В списках улиц города Риги улица Сенчу впервые упоминается 1937 году под своим нынешним названием. Оно происходит от латыш. sencis (в переводе — пращур, предок) и связано с тем, что улица Сенчу проходит между двумя старинными рижскими кладбищами — Большим и Покровским. Переименований улицы не было.

## Прилегающие улицы
Улица Сенчу пересекается со следующими улицами:
- Улица Пернавас
- Улица Бривибас
- Улица Этнас
- Улица Элку
- Улица Миера
- Улица Зирню